# دیواره

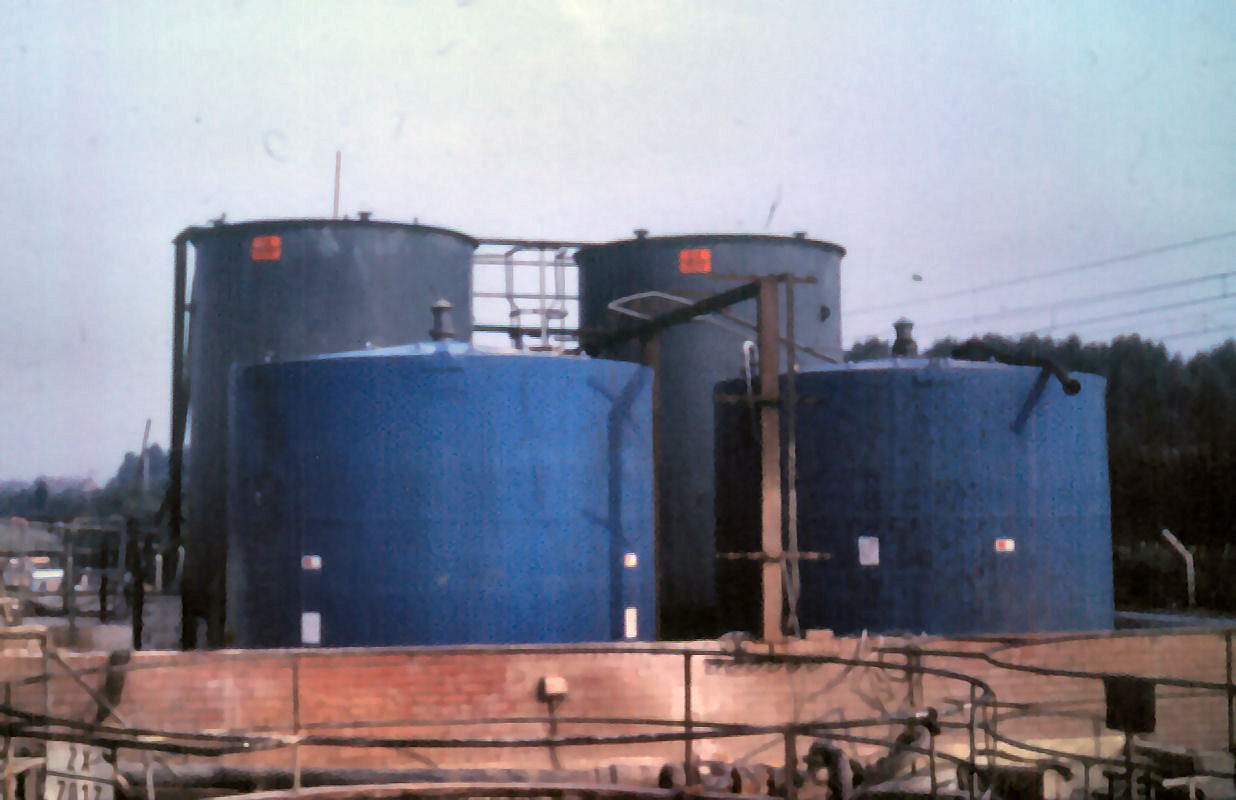
مخازن ذخیره اسید در داخل یک دیواره آجری

دیواره (به انگلیسی: Bund) و دیواره‌سازی (به انگلیسی: Bunding) که به آن دیواره بسته نیز گفته می‌شود، یک دیوار حائل ساخته‌شده در پیرامون انبار مواد شیمیایی است که در آن مواد بالقوه آلاینده به منظور جلوگیری از خروج ناخواسته مواد از آن منطقه تا زمانی که بتوان اقدام اصلاحی انجام داد، به کار گرفته، پردازش یا ذخیره می‌شود."

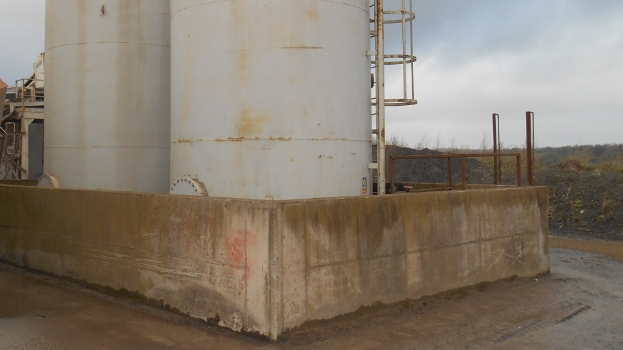
دیواره دور پایه یک مخزن را ببندید

گفته می‌شود که از دیواره‌ها می‌توان برای نگهداری آب باران در دشت‌های کم‌شیب که پوشش گیاهی خود را به دلیل خشکسالی و چرای بی‌رویه از دست داده‌اند استفاده کرد. بر پایهٔ این تئوری، نوارهای نیم‌دایره‌ای آب باران را نگه می‌دارند و به آن زمان می‌دهند تا به خاک نفوذ کند و دانه‌ها در زمین را آبرسانی کند.
دو تکنیک ارزیابی در حال استفاده وجود دارد، آزمایش هیدرواستاتیک و بازرسی دیداری. در شرایط خاص، ممکن است از هر دو تکنیک استفاده شود.

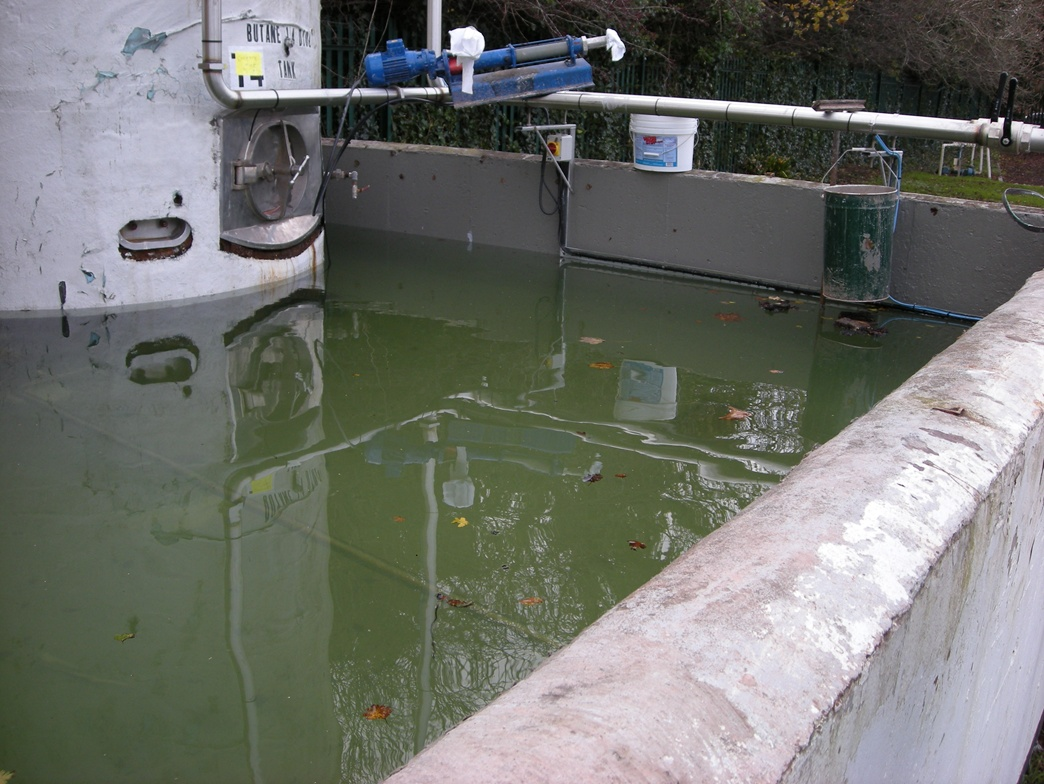
دیوارهٔ موجود در حال آزمایش هیدرواستاتیک

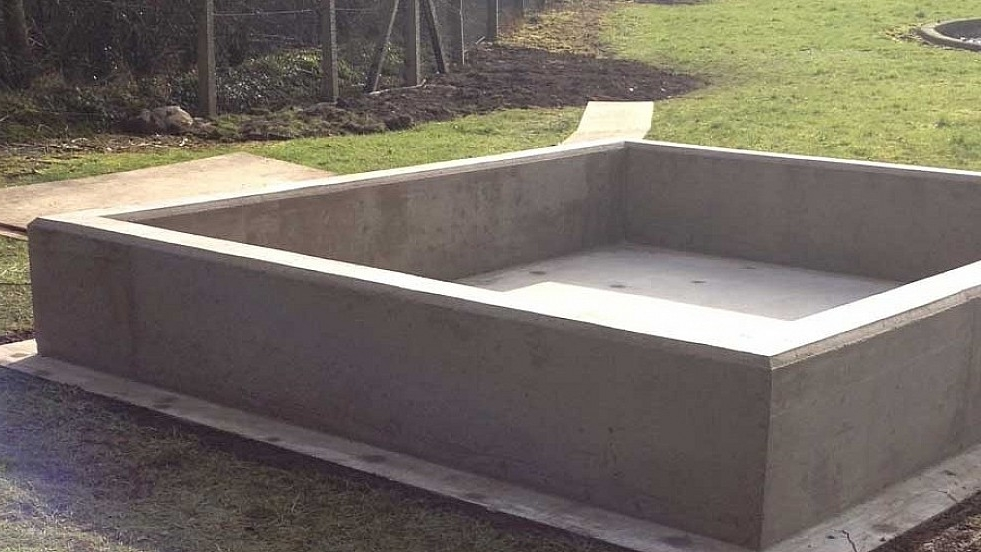
یک دیواره بتنی آماده برای آزمایش یکپارچگی

دیواره‌های پیش‌ساخته معمولاً در کارخانه‌ای که در آن ساخته می‌شوند آزمایش شده و بنابراین باید با گواهی آزمایش همراه باشند.
در برخی موارد، ممکن است لازم باشد اتصالات و نفوذهای دیواره (مانند لوله‌ها) برای آب‌بندی با استفاده از سد لمپت یا موارد مشابه آزمایش شوند.